# Austanfyre sol og vestanfyre måne
Austanfyre sol og vestanfyre måne (Nederlands: "Ten oosten van de zon, ten westen van de maan") is de eerste opera van de Noorse componist Gerhard Schjelderup.
De opera is gebaseerd op het gelijknamige libretto van Kristofer Janson in een bewerking van Jonas Lie. Ten tijde dat Schjelderup werkte aan de opera was hij nog in opleiding aan diverse instellingen in Duitsland. De eerste van deze opera is onder de titel Jenseits Sonne und Mond te zien geweest in München. Er is voorts nog een opvoering bekend op 5 mei 1920 van het Blüthner-Orchester onder leiding van Paul Scheinpflug in Berlijn, maar het is onbekend of dat een herhaling was van alleen de eerste akte of van het totale werk.
Het manuscript van het werk is in handen van de Noorse Staatsbibliotheek.     